# Министерство финансов Черногории
Министерство финансов Черногории отвечает за финансы страны. Оно впервые было основано в 1879 году как министерство Княжества Черногория, было упразднено в конце 1922 года, но восстановлено в 1945 году.

## Министры
| Министр                       | Начало срока        | Окончание срока     |
| ----------------------------- | ------------------- | ------------------- |
| Джуро Церович                 | 8 марта 1879 г.     | 1882                |
| Никола Матанович              | 1882                | 24 мая 1903 г.      |
| Лазар Миюшкович (первый срок) | 3 июня 1903 г.      | Декабрь 1905 г.     |
| Андрия Радович                | 6 декабря 1905 г.   | 11 ноября 1906 г.   |
| Митар Джурович                | 11 ноября 1906 г.   | 19 января 1907 г.   |
| Лазар Миюшкович (второй срок) | 19 января 1907 г.   | 4 апреля 1907 г.    |
| Душан Вукотич                 | 4 апреля 1907 г.    | 11 сентября 1910 г. |
| Филип Йергович                | 1 сентября 1910 г.  | 6 июня 1912 г.      |
| Секула Дрлевич                | 6 июня 1912 г.      | 25 апреля 1913 г.   |
| Ристо Попович                 | 25 апреля 1913      | 27 августа 1915     |
| Мирко Миюшкович               | 27 августа 1915 г.  | 20 декабря 1915 г.  |
| Лазар Миюшкович (третий срок) | 20 декабря 1915 г.  | 4 января 1917 г.    |
| Станиша Ильич                 | 4 января 1917 г.    | 29 мая 1917 г.      |
| Мило Вуйович                  | 29 мая 1917 г.      | 1 марта 1921 г.     |
| Милютин Вучинич               | 15 июня 1921 г.     | Сентябрь 1922 г.    |
| Гойко Гарцевич                | 17 апреля 1945 г.   | 7 ноября 1951 г.    |
| Йефто Шчепанович              | 7 ноября 1951 г.    | 4 февраля 1953 г.   |
| Владо Райцевич                | 4 февраля 1953 г.   | 9 мая 1955 г.       |
| Никола Даконович              | 9 мая 1955 г.       | 15 февраля 1958 г.  |
| Воин Яукович                  | 15 апреля 1958 г.   | 8 апреля 1959 г.    |
| Александр Радевич             | 8 апреля 1959 г.    | 17 сентября 1962 г. |
| Владо Йовановича              | 17 сентября 1962 г. | 25 июня 1963 г.     |
| Мустафа Реджепадич            | 25 июня 1963 г.     | 9 апреля 1965 г.    |
| Драгиша Джокович              | 9 апреля 1965 г.    | 7 мая 1969 г.       |
| Миливое Дрецун                | 8 апреля 1969 г.    | 6 мая 1974 г.       |
| Вук Огнянович                 | 6 мая 1974 г.       | 28 апреля 1978 г.   |
| Велимир Шливанчанин           | 28 апреля 1978 г.   | 6 мая 1986 г.       |
| Бранимир Райкович             | 6 мая 1986 г.       | 29 марта 1989 г.    |
| Славко Дрлевич                | 29 марта 1989 г.    | 21 марта 1990 г.    |
| Божидар Газивода              | 21 марта 1990 г.    | 17 октября 1993 г.  |
| Предраг Горанович             | 17 мая 1994 г.      | 16 июля 1998 г.     |
| Мирослав Иванишевич           | 16 июля 1998 г.     | 16 февраля 2004 г.  |
| Игор Лукшич                   | 16 февраля 2004 г.  | 29 декабря 2010 г.  |
| Милорад Катнич                | 29 декабря 2010 г.  | 4 декабря 2012      |
| Радое Жугич                   | 4 декабря 2012      | 28 ноября 2016      |
| Дарко Радунович               | 28 ноября 2016      | в должности         |